# Priscilla Paris
Priscilla Paris, eigentlich Priscilla Anne Filtzer (* 4. Januar 1941 in San Francisco, Kalifornien, Vereinigte Staaten; † 6. März 2004 in Paris, Frankreich) war eine US-amerikanische Sängerin. Sie war in den 1960er Jahren Leadsängerin der Girlgroup The Paris Sisters und veröffentlichte danach drei Solo-Alben. 

## Leben
Priscilla Filtzer war die dritte Tochter von Walter M. Filtzer (1903–1963) und dessen Frau Frances „Fay“, geborene Rossi (1911–2003), die 1929 geheiratet hatten. Ihre älteren Schwestern waren Albeth Carole, verheiratete Grass (1935–2014) und Sherrell (* 1940). Ihre in Russland geborene und in Shanghai aufgewachsene Mutter kam 1922 nach San Francisco, wo sie als junge Frau in der Milano Opera Company sang. Der Name der Gruppe basierte auf dem Geburtsnamen der aus Litauen stammenden Großmutter väterlicherseits, Lise Filtzer, geb. Peres (1864–1926). 
Zusammen mit ihren beiden Schwestern bildete Paris Ende der 1950er Jahre die Girlgroup The Paris Sisters, die von Phil Spector in Los Angeles produziert wurde und mit denen Spector frühe Ansätze seines Wall of Sound ausprobierte, den er später mit seinen anderen Girlgroups The Crystals und The Ronettes perfektionierte. Der größte Hit der Gruppe war das von Barry Mann und Larry Kolber geschriebene Stück I Love How You Love Me, das im Oktober 1961 Platz 5 der Billboard Hot 100 erreichte. Weitere Hits waren Be My Boy (Mai 1961, Platz 56), He Knows I Love Him Too Much (März 1962, Platz 34), Let Me Be the One (Mai 1962, Platz 87) und Dream Lover (Juni 1964, Platz 91). 
Die Gruppe veröffentlichte in den 1960er Jahren drei Studioalben, tourte mit den Marvelettes und trat 1962 neben Helen Shapiro und Chubby Checker in dem britischen Musikfilm Twen-Hitparade (Originaltitel: It’s Trad, Dad!; Regie: Richard Lester) auf.
Anschließend gingen die drei Schwestern professionell ihre eigenen Wege. Albeth ging mit ihrem Mann in die Fernsehproduktion, Sherell gründete eine neue Band, Sherell Paris and the New People und wurde später persönliche Assistentin von Bob Barker. 
Priscilla Paris veröffentlichte drei Solo-Alben. Das erste, Priscilla Sings Herself (1967) bestand ausschließlich aus selbstgeschriebenem Material. Die zweite LP, Priscilla Loves Billy (1969), war ein Tribut an die Musik von Billie Holiday. 
Nach einem Unfall Ende der 1970er Jahre stieg Paris aus der Musikindustrie aus. Sie zog nach Paris, wo sie ein selbstgegründetes Unternehmen namens Telamerique leitete. Sie starb 2004 nach einem Sturz in ihrer Pariser Wohnung. Sie hinterließ zwei Söhne, Edan Epstein und Seth Baert.

## Diskografie

### Studioalben
- 1967: Priscilla Sings Herself (York Records 4005)
- 1969: Priscilla Loves Billy (Happy Tiger Records HAT 1002)
- 1978: Love Is… (Out of Town Distributors OTD 8002)

### Singles
- 1967: He Noticed Me / Help Me (York Records 405)
- 1968: By The Time I Get to Phoenix / He Owns the World (York Records 409)
- 1974: I Love How You Love Me / Over You (RAK 184)

### Compilations
- 2012: Love, Priscilla – Her 1960s Solo Recordings (Ace CDCHD 1343)